# مقياس تيار ذو محرك التوحيد

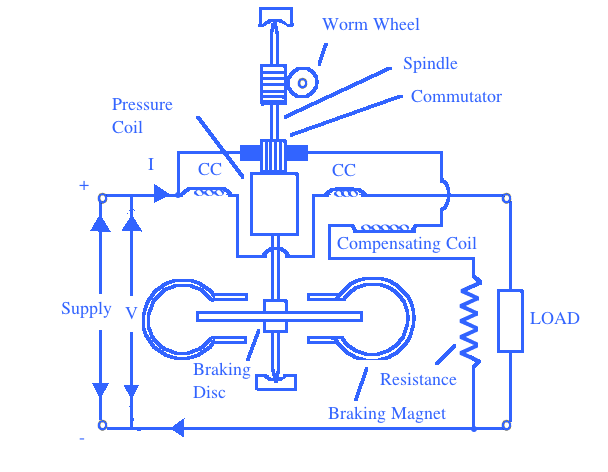
اليوطومسون

مقياس التيار ذو محرك التوحيد ويستخدم لقياس التيار المستمر (DC) ويتكون أساساً من محرك DC ذو عضو دوار ملفوف، ويتكون من ملفين ثابتين هما ملفات التيار CC بالشكل كل منهما يتكون من عدد قليل من اللفات من شرائط النحاس الثقيل ويتصلا على التوالي مع بعضهما البعض ومع الدائرة بحيث يمكنهما حمل تيار الدائرة.
ويتكون ملف الضغط من عدد من الملفات متصلة بعدد من أجزاء عضو توحيد صغير، موصل على التوالي مع مقاومة مناسبة عبر المنبع، وبالتالي فإن ملف الضغط يحمل تياراً يتناسب مع جهد الحمل، ويصنع عضو التوحيد من الفضة والفرش هي الأُخرى أطرافها مغطاه بالفضة أو الذهب وذلك لتقليل الاحتكاك مع عضو التوحيد.
ويوصل ملف تعويض بالتوالي مع ملف الضغط ويوضع بطريقة بحيث يقوي المجال المغناطيسي لملفات التيار عندما يمر التيار خلال ملف الضغط وخلال ملف التعويض وبالتالي يتم تعويض خطأ الاحتكاك.
وعزم التشغيل يتناسب مع حاصل ضرب الفيض الناشئ بواسطة ملفات التيار وذلك الناتج عن التيار المار خلال ملف الضغط، وحيث أن الفيض الناتج عن ملفات التيار يتناسب مع تيار الحمل، والتيار المار خلال ملف الضغط يتناسب مع جهد الحمل، إذاً عزم التشغيل يتناسب مع حاصل ضرب تيار الحمل وجهد الحمل أي أنه يتناسب مع القدرة المُغذاه للدائرة.
والعزم الفرملي يُعطى بواسطة قرص ألمنيوم مُثبت على نفس العمود ويدور في الثغرات الهوائية لمغناطيسين ثابتين، وكما في جهاز القياس الزئبقي فإن عزم الفرملة يتناسب مع سرعة دوران القرص.
وعند الوصول إلى سرعة الدوران المستقرة، عندئذٍ يكون العزم الفرملي مساوياً لعزم التشغيل، وبالتالي فإن سرعة الدوران المستقرة تتناسب مع القدرة، وأن عدد الدورات التي تتم بواسطة العنصر الدوار في أي زمن يتناسب مع تكامل {\displaystyle \int Wdt}، أي مع الطاقة المُغذاه إلى الدائرة.
ومثل هذه الأجهزة عادةً ما تستخدم في لوحات التشغيل.